# Sistemista

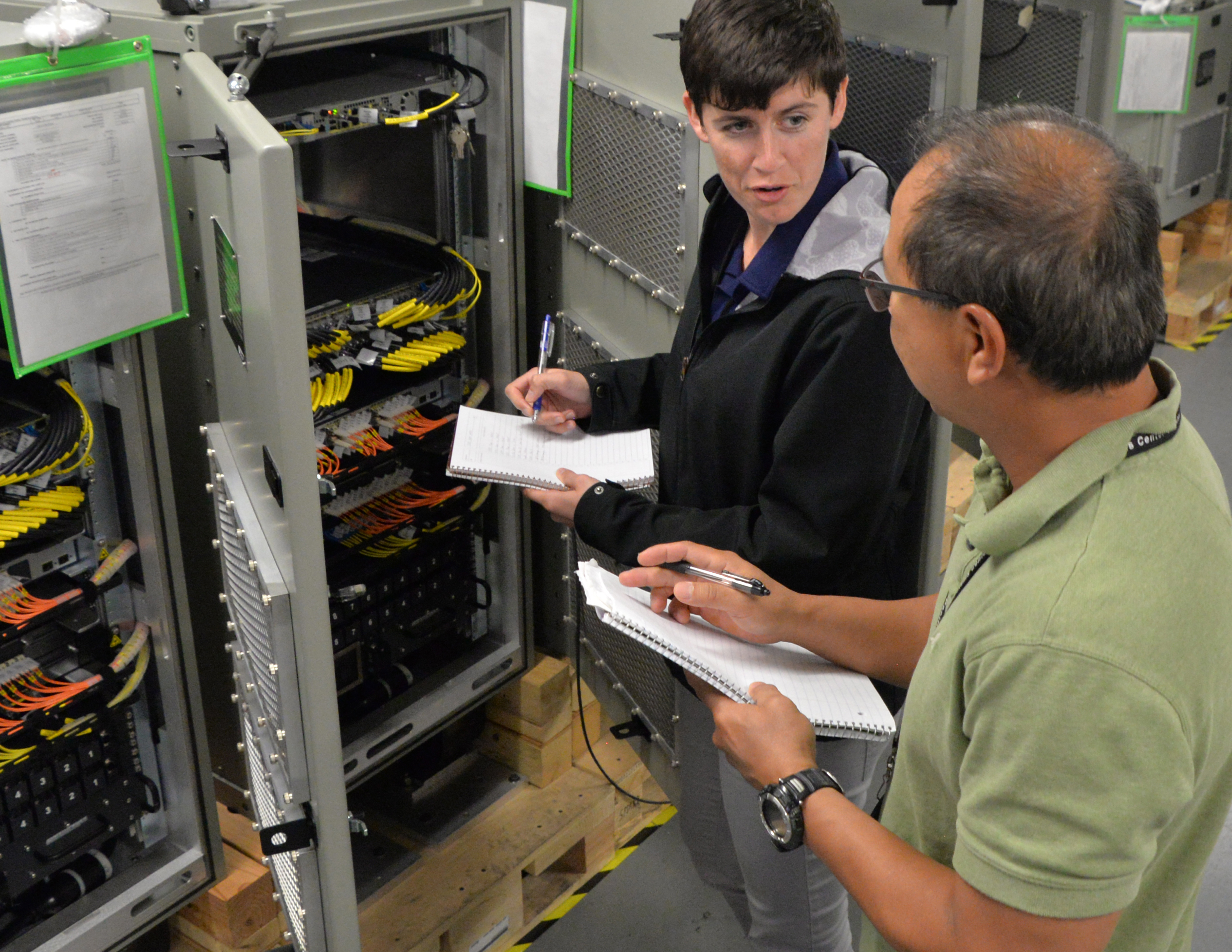
Due tecnici hardware al lavoro in un armadio rack

Un sistemista (in inglese system administrator o sysadmin), in informatica e telecomunicazioni, è un tecnico specializzato che si occupa dell'installazione, configurazione, gestione (manutenzione, aggiornamento e monitoraggio) di reti informatiche e di telecomunicazioni, o di uno o più sottosistemi di un sistema informatico (es. sistema operativo, database, server, stampante ecc..): ruolo del sistemista è quello di gestire, a livello infrastrutturale, il buon governo dell'hardware e del software del sistema affinché funzionino in modo corretto, ovvero, affinché l'insieme dei servizi offerti dal sistema informativo possa essere erogato nella maniera più efficiente possibile agli utenti (qualità e disponibilità di servizio), divenendone dunque responsabile. Assieme allo sviluppo (programmazione), e al data science costituisce il filone produttivo di business nell'ambito dell'informatica aziendale.

## Descrizione

### Compiti

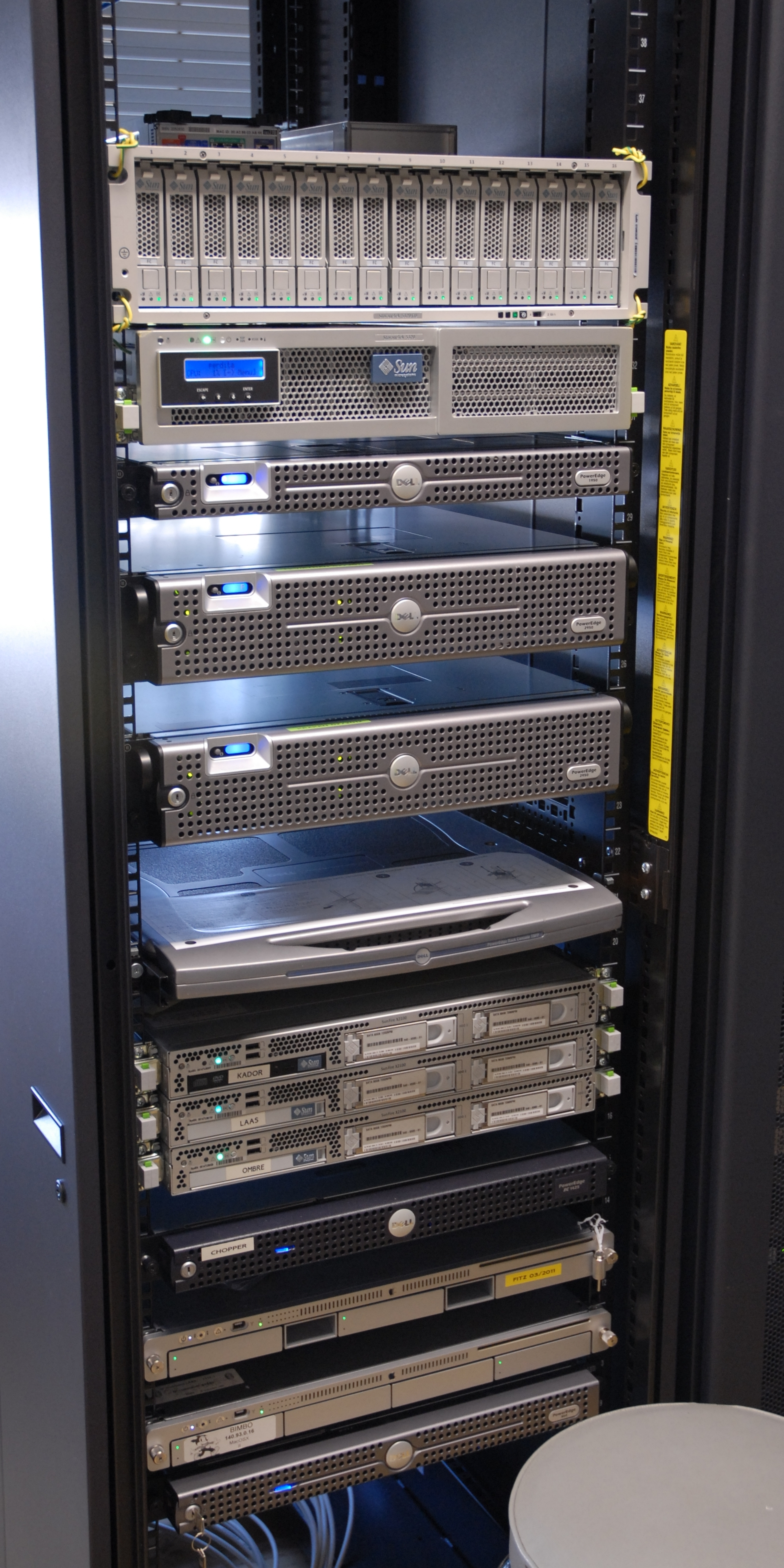
Armadio rack con server, switch e router

I principali compiti di un sistemista sono:
- Acquisire (stimolando opportunamente gli interlocutori quando poco preparati) i requisiti del sistema informatico da parte del committente o datore di lavoro o assistito in generale.
- Installare e configurare nuovo hardware/software sia lato client (host) che lato server.
- Definire e implementare il dominio o comunque l'architettura di rete.
- Rispondere alle esigenze della direzione della struttura gestita (azienda, ente pubblico, associazione, ecc.) (es. vincoli prestazionali e di affidabilità, rispetto di policy di sicurezza ecc...).
- Ottenere le migliori prestazioni possibili con l'hardware a disposizione (ottimizzazione delle risorse).
- Eseguire configurazioni di sistema opportune o desiderate in rispettivi file di configurazione.
- Gestire gli account utente.
- Pianificare e verificare la corretta esecuzione di operazioni pianificate come ad es. backup.
- Applicare le patch e gli aggiornamenti necessari ai sottosistemi.
- Rendere costantemente disponibili i servizi associati al sistema a favore degli utenti.
- Analizzare i cosiddetti file di log.
- Porre rimedio ai problemi/guasti tramite tecniche di troubleshooting.
- Monitorare la struttura e gli apparati di rete in collaborazione con l'amministratore di rete.
- Rispondere ai quesiti degli utenti.
- Collaborare con i fornitori IT.
- Sviluppare la documententazione del sistema informatico.

Il sistemista collabora attivamente con un'altra figura tipica del mondo IT: l'application manager che è, invece, colui il quale si occupa della gestione di una specifica applicazione software (un Erp ad esempio). Una tipica attività sistemistica è quella del cosiddetto presidio aziendale di server.

### Tipologia

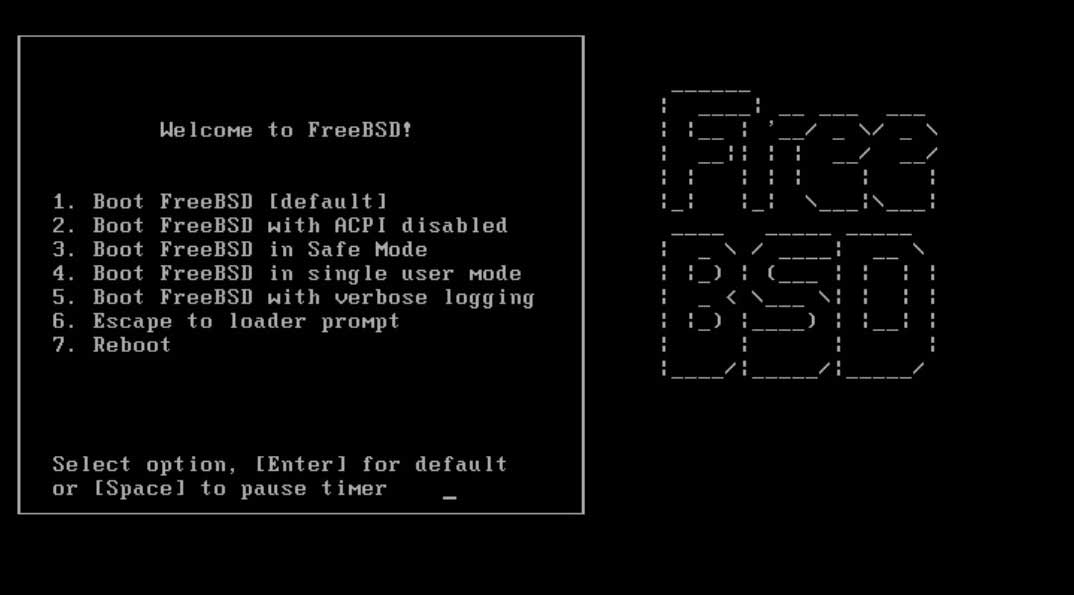
Command Line Interface (CLI) su Unix

Prompt dei comandi di Windows

Schermata di Ms-Dos

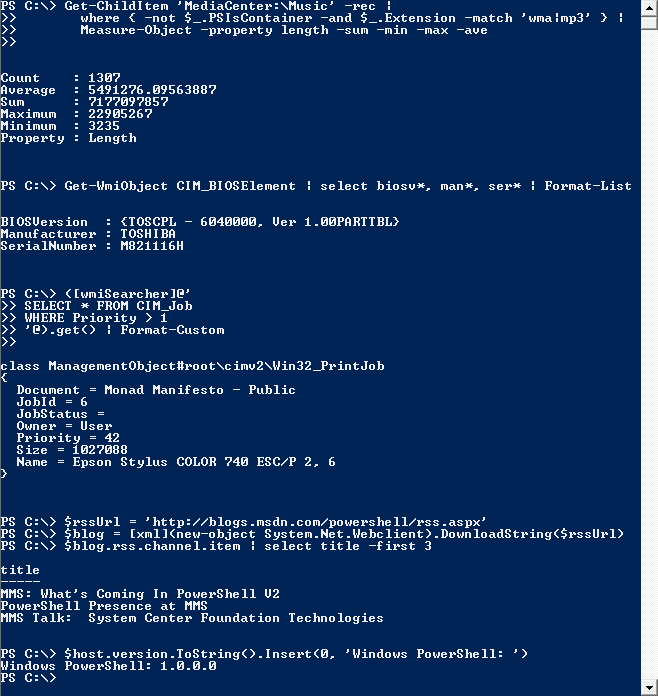
Windows PowerShell

In Italiano il termine è usato quasi sempre in modo generico, spesso come contrazione del termine sistemista informatico, ed erroneamente come sinonimo di amministratore di sistema. Spesso si utilizza scorrettamente il termine programmatore al posto di sistemista (il programmatore è un informatico che sviluppa software, il sistemista non sviluppa alcun programma).
In lingua inglese esistono invece aggettivi che specificano diversi tipi di sistemista:
- System Architect

Architetto di sistema; è la figura di più alto livello che disegna cioè progetta il sistema informatico: fissandone scopo, tipo, struttura, logiche, requisiti, dimensione, confini. Spesso non è un "tecnico" in quanto più che conoscenze specifiche servono competenze manageriali e di business (strategie, contesto competitivo, organizzazione, processi, vincoli di tipo normativo, finanziario, strutturale). Un contributo fondamentale è quello di collaborare nell'individuazione, selezione e contrattualizzazione dei fornitori IT.
- System Administrator

Amministratore di sistema, specializzato nella gestione (sviluppo e manutenzione) di sistemi come desktop computer, server, mainframe, supercomputer, stampanti, cluster computer ovvero dei rispettivi sistemi operativi (es. Windows, Unix, Linux, Mac OS), software di configurazione ecc...
- Network Administrator

Amministratore di rete, specializzato in reti di calcolatori e relativi apparati di networking come router, switch, bridge (es. Cisco Systems, Juniper ecc..).
- Application Administrator

Amministratore di Applicazione, specializzato in un particolare tipo di applicazione (es. deployment di applicazione web su application server).
- Virtualization System Administrator

Amministratore di sistemi di Virtualizzazione, specializzato nella gestione di sistemi di Virtualizzazione (es. VMware, Citrix ecc...).
- Database Administrator

Amministratore di database (DBA), specializzato nell'amministrazione di basi di dati (es. Oracle, DB2 ecc...).
- Cloud System Administrator

Amministratore di cloud, specializzato nell'amministrazione di un sistema di cloud computing.
- Security Administrator

Amministratore della sicurezza, specializzato nella gestione della sicurezza al confine del sistema.
Dal 2009 è sempre più richiesta la figura del Devops, uno specialista IT in grado di svolgere tutti i ruoli sopra elencati: oltre a snellire i processi aziendali, riducendo la necessità di delegare a differenti figure professionali la gestione di un sistema organico, permette di ridurre i costi di gestione sostituendo il lavoro manuale dei vari sistemisti con programmi che ne automatizzano le operazioni ripetitive.
In tempi recenti l'amministratore di rete ha dovuto specializzarsi sempre di più nella tecnologia telematica e nei servizi di comunicazione (rete telefonica, internet, ecc.). Quello dedicato ai client, invece, deve affrontare il vasto e turbolento mondo dei dispositivi mobili (mobile endpoint administrator), spesso dotati di tecnologie diverse (Android, iOS).

### Diffusione e formazione
La diffusione della figura del sistemista è aumentata fortemente con la rivoluzione informatica, l'avvento del settore terziario avanzato dopo gli anni 2000 e la diffusione di Internet, con le aziende che hanno trasformato o acquisito nuovi più moderni e complessi sistemi informatici a supporto del loro business e produttività. Molto spesso il sistemista è assunto in società di consulenza informatica lavorando per clienti committenti come banche, pubblica amministrazione e aziende in body rental con forme contrattuali tipiche come il contratto a progetto. La formazione di un sistemista avviene tipicamente attraverso certificazioni informatiche opportune (Red Hat Linux Administration, Windows certification, application server certification, Vmware virtualization certification, Oracle DBA certification, IBM DB2 certification, SAP certification, Cisco e Juniper networking certification) e/o stage opportuni in azienda. Si tratta di un'attività fortemente pratica orientata al problem solving.